# Pierre Adolphe Piorry
Pierre Adolphe Piorry (Poitiers, 31 de desembre del 1794 - París, 29 de maig del 1879) fou un metge francès.
Inspirat per l'invent del fonendoscopi (1816) del doctor René Laënnec i per la lectura de la seva obra "De l'Auscultation Médiate", va començar a interessar-se per la informació mèdica que s'obtindria aplicant el mètode de la percussió en l'examen de pacients i va inventar el plexímetre (1826), un instrument emprat per localitzar l'estat dels òrgans interns, l'anomenat organografisme, del qual en parla al seu tractat De la Percussion Médiate (1828). Piorry va aconseguir renom com a professor de medicina en alguns dels més famosos hospitals de París, entre els quals estan l'Hôpital de la Charité, el Pitié i l'Hotel Dieu, i va ser molt valorat pels cursos que va donar a l'Hospice de Salpêtrière (1832). Fou escriptor prolífic sobre temes mèdics i també sobre poesia. En els seus llibres va contribuir a la creació de nous termes mèdics, per exemple: toxina, sèpsia i septicèmia.

## Biografia

### Infantesa i joventut
Piorry va néixer a Poitiers el 31 de desembre del 1794. Des dels primers anys d'escola es va mostrar un alumne avançat, fins al punt que el 1810, amb només setze anys, va iniciar els estudis de medicina. El 1813, es va allistar en l'exèrcit napoleònic on va estar col·laborant com a ajudant de cirurgià durant la campanya a Espanya i va passar quinze mesos destinat a l'hospital situat a les drassanes de Barcelona, on va tenir l'oportunitat d'observar i analitzar en primera persona casos d'infeccions hospitalàries, icterícia i sífilis. El 1814 va tornar a París on va continuar els interromputs estudis de medicina i va ser alumne d'alguns dels més prestigiosos metges del moment, com Jean-Nicolas Corvisart i Gaspard Bayle. Al l'edat de vint-i-dos anys va aconseguir doctorar-se amb una tesi titulada Sur le danger de la lecture des lìvres de médecine par le gens du mond (1816) que tractava sobre el perill de la lectura de llibres de medicina per part dels no entesos.

### Els inicis com a professional de la medicina
Acabats els estudis, va treballar amb els grans mestres de la medicina francesa, entre els quals François Magendie i François Broussais en els hospitals de Le Charité i La Salpétriere. Del 1823 al 1825 fou professor a l'Acadèmia de Medicina Francesa, on va estar al càrrec d'un curs de psicologia i patologia. El 1826, gràcies a un concurs públic, va esdevenir metge dels hospitals públics de la ciutat, encara que la seva ambició era la d'esdevenir docent de l'Escola de Medicina de París, on va presentar una petició per diverses càtedres però sense obtenir el resultat esperat.

### Els anys dels èxits
El 1832 va treballar a l'Hospice de la Salpétrière i durant els cinc anys següents hi va donar classes de clínica, amb les quals va obtenir renom; al mateix temps va ensenyar anatomia patològica a l'École Pratique. La seva fama va créixer i finalment el 1837, a l'edat de quaranta-tres anys, va obtenir la càtedra de medicina a l'hospital Pitié de París. De la càtedra de medicina es va passar a la càtedra de patologia interna] el 1840, fins que el 1850 va passar a treballar en la càtedra de clínica a l'hospital Le Charité, i més tard va prendre el relleu a Armand Trousseau com a professor de medicina a l'Hôtel-Dieu, el 1864.

### Els darrers anys
Sent famós ja a tot Europa, el 1866, amb 72 anys, el ministre li va demanar la renúncia a causa de la seva edat. Ell no s'ho va prendre bé i s'hi va negar, tot i que sabia que podien obligar-lo a plegar i finalment ho va fer, deixant clar que ho feia en contra de la seva voluntat. El mateix any Piorry va obtenir un reconeixement compensatori: fou nomenat Cavaller de la Legió d'Honor. Després del seu retirament va romandre igualment actiu i el 1871 va participar en la Comuna de París, on fou nomenat "cirurgià del batalló" i li van encomanar examinar divuit esquelets trobats a l'església de Saint Laurent per determinar si havien estat víctimes del clergat. Piorry, després d'efectuar una sèrie d'anàlisis, va identificar els esquelets amb els cossos de dones que havien mort cremades anys abans.
Els darrers anys de la vida de Piorry van passar tranquil·lament i va morir a la seva casa de París, al número vint-i-quatre de l'Avinguda de Wagram, el 29 de maig del 1879, a l'edat de vuitanta-cinc anys. Pocs dies després, la revista científica britànica "The Lancet" va publicar la següent necrològica: «Una de les figures més notables de la medicina contemporània a França acaba de deixar aquesta vida. Semblava invulnerable, perquè ell era molt capaç d'emmascarar els senyals de l'edat, no obstant la qual se'l veia freqüentar el fòrum de l'Acadèmia de Medicina de París tan recte, tenaç i apassionat com sempre, per combatre la seva centèsima lluita per defensar l'ús un terme mèdic, o per una teoria en patologia. Finalment ha finat, després d'una carrera laboriosa, rica en feina ben feta i ben reconeguda.»

## La invenció del plexímetre

### La percussió abans de Piorry
La percussió com a tècnica clínica fou introduïda pel metge austríac Leopold Auenbrugger, que va descriure el mètode en la seva obra Inventum Novum (1761). Aquest petit llibre, de només 95 pàgines, escrit en llatí, va desvetllar l'interès de la comunitat científica del seu temps però en el pas d'uns vint anys la tècnica de la percussió fou abandonada a Viena. Caldria esperar Jean Corvisart, metge de Napoleó i després reconegut amb el títol de baró, perquè tornés a haver interès per aquest mètode, el qual va decidir traduir l'Inventum Novum del llatí al francès i el va publicar el 1808.

### La descoberta de la percussió com a mètode exploratori

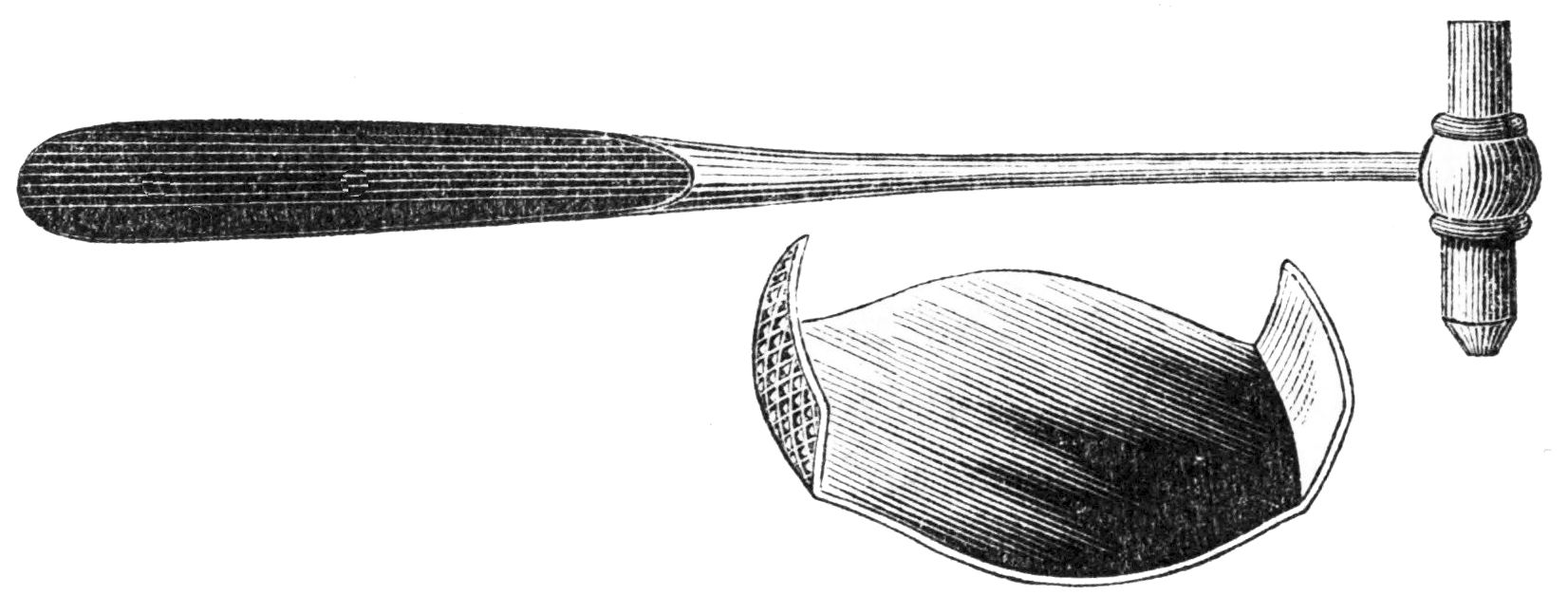
Percussor i plexímetre del s.XVIII

El 1816, any en què Piorry es va doctorar, va ser un any de gran importància en el panorama de la medicina clínica perquè fou l'any que René Laënnec va inventar el fonendoscopi, que aviat va esdevenir l'instrument emprat per l'auscultació. L'ús d'aquest instrument va estar molt difós i va donar èmfasi a l'auscultació respecte de la percussió, que va ser menys popular. Piorry, engrescat per l'invent de Laënnec i per la lectura de De l'Auscultation Médiate (1819), es va proposar emular-los. Això es recull en la seva poesia Déu, ànima i natura, obra en la qual descriu com havia madurat la idea d'estudiar el fenomen de la percussió i pregava Déu li conferís la capacitat de fer una descoberta com la de Laënnec. Uns mesos més tard, mentre es gratava el pit a causa d'un lleuger picor va sentir un so. Interposant entre els dits i el cos una moneda va obtenir un so amplificat, la intensitat del qual variava depenent de les característiques físiques de densitat i elasticitat dels òrgans interns. L'endemà, a l'hospital Pitié va començar a escriure el seu treball sobre percussió com a mètode exploratori en medicina, esperant realitzar mitjançant la percussió allò que Laënnec havia fet per l'auscultació.
El 28 de febrer del 1826 es va publicar un informe que li va valer un premi de l'Acadèmia Reial de Medicina sobre el nou mètode d'exploració a través de la percussió, en el lliurament del qual va estar present el mateix Laënnec. La innovació de Piorry consistia en la interposició d'una petita placa de metall entre la pell del subjecte i el dit percussor. Ell creia fermament que aquest mètode representava un pas endavant respecte a la percussió directa, ja que millorava el so i la percussió directa tenia el desavantatge de ser dolorosa i molesta per al pacient; d'altra banda el procediment podia resultar complicat en presència de malalties de la pell. Piorry va anomenar a la placa "plexímetre", inspirat en els termes grecs πλησσω (plesso, «copejar») i μετρον (metron, «mesurar»). El 1828 va publicar la seva obra El plexímetre o la percussió mediada, que va dedicar als difunts Auenbrugger, Corvisart i Laënnec. Igual com Laënnec havia experimentat amb diversos materials per al seu fonendoscopi, Piorry va provar amb plaques de plom, cuir, fusta de cedre i banya, però al final es va decidir per una petita placa d'ivori de 5 cm de diàmetre. També va dissenyar un plexímetre combinat amb un fonendoscopi fet d'ivori i de fusta de cedre.

### La reacció de la comunitat mèdica francesa
Alguns metges van començar a fer servir un petit martell amb la punta de goma com a percussor (que en deien el plexor), però Piorry va preferir usar els seus dits i el plexímetre. Molts metges estrangers, entre ells britànics i estatunidencs, van visitar els hospitals on va treballar Piorry per aprendre directament la tècnica, i alguns van preferir usar els dits d'una mà com a plexímetre i els dits de l'altra com a percussor. Aquest va esdevenir el mètode preferit de Pierre Louis i Armand Trousseau a París, Josef Skoda a Viena i William Stokes a Dublín, i encara es fa servir en l'actualitat. La percussió com a mitjà d'exploració i el plexímetre no van ser, però, adoptats per tots els contemporanis de Piorry i molts el van considerar un mètode superflu, excessivament revolucionari i estrany, i van seguir centrant-se en l'auscultació. Piorry en realitat no considerava la percussió un mètode competidor de l'auscultació sinó que assegurava que l'un era un complement de l'altre.

### Organografismeiorganopatisme
Piorry va realitzar els experiments sobre subjectes vius i morts, per desenvolupar la tècnica de delinear els òrgans al tòrax i a l'abdomen, que ell va anomenar organografisme. Una escena característica de les seves demostracions clíniques al Pitié era trobar-lo assegut sobre un tamboret alt, anant de llit a llit, aplicant una acurada pleximetria i dibuixant el contorn dels òrgans dels pacients usant llapis de colors sobre la pell, de manera que el tors del pacient acabava semblant un mapa geogràfic. Piorry provava de convèncer els observadors que cada òrgan tenia un so particular i els feia sonar com un virtuós faria amb un instrument musical, això va fer que es guanyés el sobrenom de "el Paganini de la medicina". Amb relació a Piorry circulaven diverses anècdotes, sens dubte de natura fictícia, com per exemple una que deia que durant una visita al Palau Reial de les Teuleries havia demanat entrevistar-se amb el rei però li havien contestat que el monarca no estava a la sala de rebre visites, Piorry llavors va decidir donar uns copets damunt del seu plexímetre posat a la porta tancada i, percebent un so sord, va diagnosticar la presència del rei a la seva cambra. Piorry va emfatitzar la importància d'estudiar anatomia i la funció dels òrgans del cos, en la salut i en la malaltia, i la necessitat que la diagnosi de les malalties dels òrgans havia de ser molt precisa per tal de fer un tractament adaptat a cada individu. A aquest concepte va atribuir el nom de organopatisme.

## Els escrits mèdics
A més de la seva famosa obra De la Percussion Médiate, Piorry fou un prolífic escriptor sobre diverses argumentacions mèdiques. Entre el 1818 i el 1822 va fer nombroses aportacions al Diccionari de ciències mèdiques i en la revista de la societat francesa de medicina. Una de les més rellevants fou probablement un estudi pioner que en va fer sobre la meningitis en els nens. Va publicar, entre d'altres, un tractat de medicina pràctica en divuit volums que incloïa el seu famós treball sobre les alteracions de la sang; de fet ell va ser el primer a considerar un mètode quantitatiu de comptar els glòbuls vermells.

## La revisió de la nomenclatura mèdica
Piorry va ser un gran innovador lingüístic. Va voler revolucionar la nomenclatura de les malalties creant allò que considerava seria un sistema racional de termes mèdics derivats del grec. Va criticar l'ús d'epònims per les malalties i les síndromes, sobretot en els casos en què un metge que havia definit la malaltia era estranger. Va introduir nombrosos termes nous, alguns dels quals eren estrictament meticulosos i complexes, com: dysloiémonévraxilé o neiloiémonévraxilé, que no van plaure gens als seus col·legues. Altres paraules introduïdes per ell foren acceptades, com tireomegàlia en lloc del terme popular goll i molts van ser adoptats universalment com: toxina, septicèmia. Un petit glossari de la terminologia creada per ell forma part del seu llibre Atles de pleximetria. A aquesta tasca particularment exigent de purgar la nomenclatura mèdica Piorry li va donar el nom de onomapatologia.

## La poesia de Piorry
Ja des de jove Piorry va tenir una particular propensió per la literatura i la filosofia, tant que a l'edat de dinou anys, mentre era estudiant de medicina, va escriure un poema sobre les gestes de Napoleó, al qual li va dedicar. En l'edat adulta va conservar aquesta sensibilitat i va continuar escrivint poesia, la més famosa és Déu, l'ànima i la natura publicada el 1853. Es tracta d'un treball particularment ambiciós, dividit en vuit cants i 2.526 versos. L'estil poètic és força grandiloqüent, les idees expressades són altisonants i la fraseologia també resulta pomposa. Els temes tractats són l'origen de l'univers, el progrés de la humanitat, el desenvolupament de la civilització i les possibilitats que el futur tenia reservats per la humanitat. Com en els seus treballs científics, també en els literaris Déu representa la seva inspiració. En aquest poema també va voler d'introduir moments importants en la seva vida de metge: el fonendoscopi, la seva descoberta de la percussió en medicina, la invenció del plexímetre i l'organografisme. A l'interior del poema hi ha també expressions d'odi cap a la guerra, sens dubte basades en la seva experiència durant la campanya napoleònica a Espanya.

## Personalitat
El caràcter de Piorry era més el d'un somiador que el d'un intel·lectual, encara que quan actuava com a docent es mostrava ferm, solemne i es comportava de forma autoritària, somrient en rares ocasions. Tenia però, també una vessant menys seriosa: resultava molt atractiu per les dones, estimava la música, tocava bé el violí, era una excel·lent parella de ball i un expert espadatxí. Li agradava ser al centre de les discussions i molts dels seus contemporanis tenien opinions poc afalagadores sobre ell: alguns el tenien avorrit i altres el consideraven un revolucionari violent.

## Publicacions
- Sur le danger de la lecture des livres de médecine par les gens du monde, MD Thesis, nº 112, en Dictionaire des Sciences Medicales, Bechet Jeune and Delaunay, París (1816)

- De l'irritation encephalique chez les enfants, en Dictionaire des Sciences Medicales, Bechet Jeune and Delaunay, París, (1823)

- Nouvelle méthode de percussion du thorax, en Archives of General Medicine, 10, 471 (1826)

- De la Percussion Médiate, J. S. Chaudé et J. B. Baillière, París (1828)

- Du Procédé Opératoire à suivre dans l'Exploration des Organes par la Percussion Médiate, J.B. Baillière, París (1831)

- Clìnique Médicale de l'Hopital de la Pitié et de l'Hospice de la Salpétrière en 1832, J.B. Baillière, París (1835)

- Traité de Diagnostic et de Séméiologie, A.D. Wahlen et Cie, Brussel·les (1837)

- Traité de Médecin Pratique, 10 vol.,J.B. Baillière, París (1841-1851)

- Nomenclature organo-pathologique, in Traité de Médecin Pratique, J.B. Baillière, París (1841)

- Traité des Alterations du Sang, in Traité de Médecin Pratique, J.B. Baillière, París (1843)

- Atlas de Plessimétrisme, in Traité de Médecin Pratique, J.B. Baillière, París (1851)

- Dieu, L'Ame et la Nature, J.B. Baillière, París (1853)

- De la Doctrine des Etats Organopathiques ou de la Nomenclature Organopathologique, J.B. Baillière, París (1855)

- Exposé Analytique des Principaux Travaux D'Anatomie, J.B. Baillière, París (1856)

- La Médecine du Bon Sens, Adrian Delahaye, París (1864)

- Traité de Plessimétrisme et d'Organographique, Adrian Delahaye, París (1866)